# Rusio
Rusio település Franciaországban, Haute-Corse megyében. Lakosainak száma 63 fő (2022. január 1.). Rusio Lano, Cambia, Carticasi, Castellare-di-Mercurio, Érone, Sermano, Santa-Lucia-di-Mercurio és Tralonca községekkel határos.

## Népesség
A település népessége az elmúlt években az alábbi módon változott:
| Lakosok száma | 108  | 83   | 57   | 77   | 84   | 84   | 71   | 62   | 59   | 63   |
|               | 1968 | 1982 | 1990 | 2006 | 2013 | 2015 | 2017 | 2019 | 2020 | 2022 |